# Pioneer 1
La Pioneer 1 fu la prima sonda spaziale ad essere lanciata con successo dalla appena formata NASA.

## La sonda
Era formata da una sezione centrale di forma cilindrica con due strutture a forma di tronco di cono che partivano dalle estremità. Il cilindro aveva un diametro di 74 centimetri e la distanza tra le estremità dei due coni era di 76 centimetri.
Lungo l'asse della sonda e sporgente dalla fine del cono inferiore c'era un razzo ad iniezione di propellente solido con il suo supporto, che costituivano la struttura principale della sonda. Otto piccoli razzi a propellente solido a bassa spinta che servivano per le regolazioni della velocità erano montati sull'estremità del cono superiore in una struttura ad anello che poteva essere espulsa dopo l'uso. La copertura era formata da plastica laminata.
Gli strumenti scientifici presenti a bordo avevano una massa complessiva di 17,8 kg e comprendevano un sistema televisivo di scansione infrarossa dell'immagine per studiare la superficie della Luna con una risoluzione di un millesimo di radiante, una camera di ionizzazione per misurare la radiazione presente nello spazio, un diaframma/microfono costruito per rilevare micrometeoriti, un magnetometro per misurare campi magnetici fino a 5 microgauss e una resistenza in grado di variare con la temperatura utilizzata per misurare le condizioni interne alla sonda.
La sonda era alimentata da batterie nichel-cadmio per l'accensione dei razzi, batterie a celle d'argento per il sistema televisivo e batterie al mercurio per i circuiti rimanenti. La trasmissione radio della telemetria avveniva a 108,06 MHz attraverso un'antenna a dipolo elettrico; per il sistema televisivo c'era un'antenna a dipolo magnetico. I comandi da terra venivano ricevuti attraverso un'antenna a dipolo elettrico a 115 MHz.

## La missione

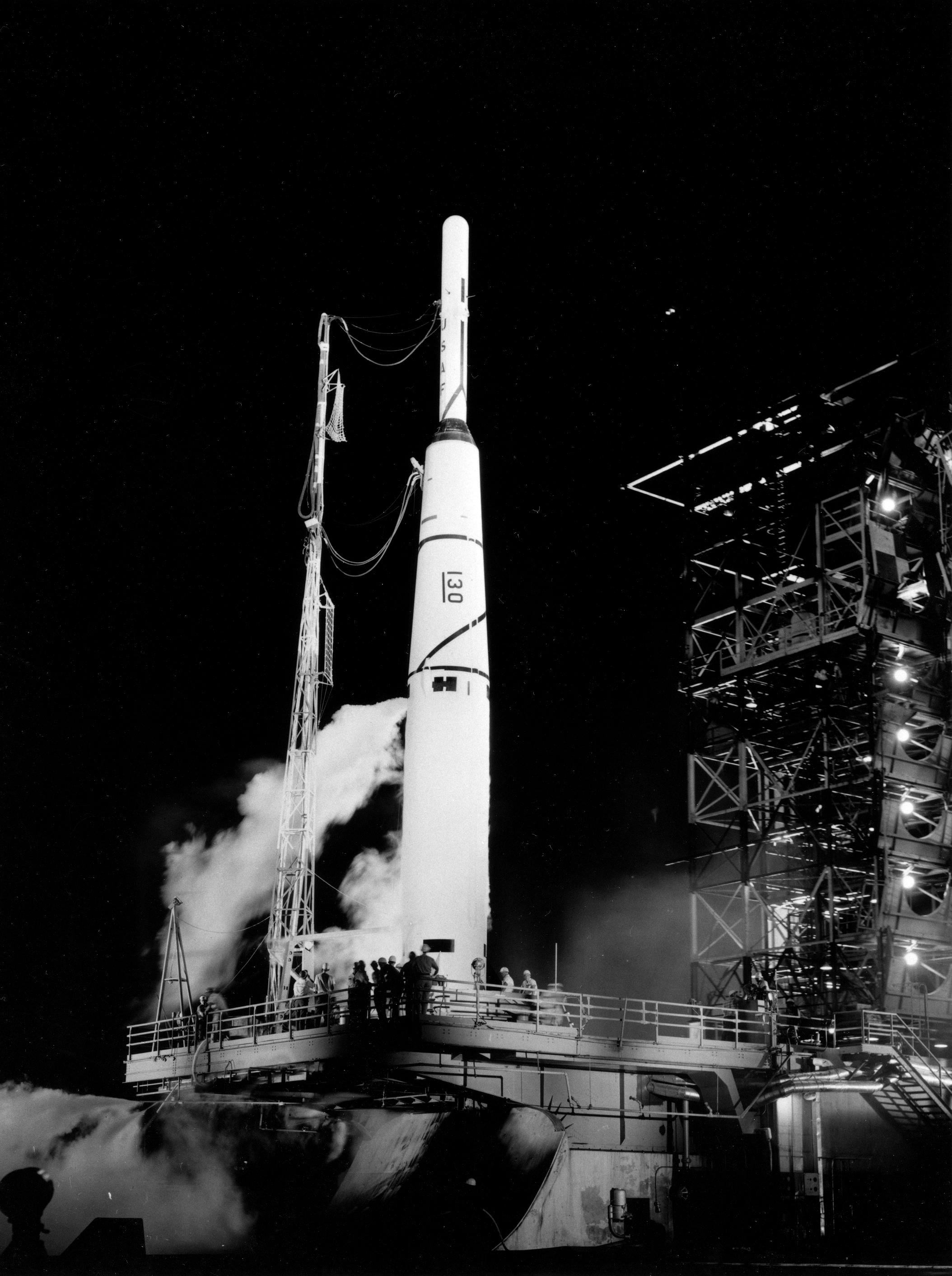
La Pioneer 1 in cima al suo lanciatore

La sonda venne lanciata l'11 ottobre 1958.
Il piano della missione prevedeva di studiare la radiazione ionizzante, i raggi cosmici, i campi magnetici e le micrometeoriti sia in prossimità della Terra sia dell'orbita lunare. Tuttavia, a causa di un malfunzionamento del veicolo di lancio, la sonda percorse solo una traiettoria balistica arrivando ad un'altezza massima di 113.800 km e non raggiunse mai la Luna. Il satellite inviò comunque dati riguardanti le condizioni ambientali dello spazio nelle vicinanze della Terra. La trasmissione in tempo reale venne ricevuta per circa il 75% del volo, ma la percentuale di dati registrati per ciascun esperimento era variabile.
Fatta eccezione per la prima ora di volo, il rapporto segnale rumore era buono. La sonda smise di trasmettere il 13 ottobre 1958 alle ore 03:46 UT - al rientro nell'atmosfera della Terra sopra il sud dell'Oceano Pacifico - dopo aver volato per 43 ore. Venne ricavata una piccola quantità di utili informazioni scientifiche, tra cui il fatto che la radiazione che circonda la Terra è presente sotto forma di bande, la misura dell'estensione di queste ultime, la mappatura del flusso ionizzante totale, la prima osservazione delle oscillazioni idromagnetiche del campo magnetico e la prima misurazione della densità delle micrometeoriti e del campo magnetico interplanetario.